# Musée suisse de la marionnette
Le Musée suisse de la marionnette est un musée consacré à la marionnette, situé à Fribourg, en Suisse.

## Historique
Le musée a été fondé en 1985 par Jean Bindschedler et Marie-José Aebi. Jean Bindschedler, peintre, sculpteur et créateur de marionnettes, a beaucoup voyagé à travers les continents pour constituer une collection de marionnettes du monde entier.
Le musée entreprend d'importants travaux de rénovation en 2006, avec le soutien financier à hauteur de 300 000 francs suisses par la Loterie Romande.
Après plusieurs années en tant que conservatrice du musée, Mares Jans quitte ses fonctions en 2012 et fait place à Evelyne Rotzetta pour la direction artistique et Martine Jeanbourquin pour l'administration.
Le budget annuel du musée s'élève à 50 000 francs suisses en 2012.

## Collections
Le musée regorge de marionnettes historiques ou contemporaines de toutes techniques ainsi que des décors et accessoires correspondant à différentes cultures d'Europe, d'Asie et d'Afrique en particulier.
Le musée possède une collection riche de 3 500 pièces. Choisies avec soin, elles constituent un ensemble remarquable et unique en Suisse : marionnettes indiennes (d'Inde du Sud ou d'Indonésie), masques, ombres et théâtres de papier, poupées à tiges, à gaine ou à fils, animaux, mendiants, vieillards, enfants, princes ou princesses.

### Expositions temporaires
En 2012, la collection du marionnettiste bâlois Gustav Gysin est exposée temporairement.
Fin 2014, le théâtre national des marionnettes de Saint-Pétersboug présente à Fribourg l'exposition « Le monde magique des marionnettes russes ».
En 2015, les festivités accompagnant les 30 ans du musée inaugurent une exposition des Babibouchettes en présence de leur créateur, Jean-Claude Issenmann.

## Divers
Le musée organise des ateliers de fabrication de marionnettes pour enfants et adultes. Un café-théâtre est à la disposition des visiteurs et du public. Il existe une Association des Amis du Musée des Marionnettes de Fribourg.